# カサンダ県
カサンダ県（カサンダけん、英語: Kasanda District、スワヒリ語: Wilaya ya Kasanda）は、ウガンダ中央地域の県のひとつ。伝統的にはブガンダに属している。
2018年にムベンデ県より分離発足。人口は約27万人（2014年国勢調査）。

## 隣接する県
- キボガ県
- ミティアナ県
- ゴンバ県
- ムベンデ県